# 扎格列布利亞 (茲多爾布尼夫區)
50°26′55″N 26°16′23″E / 50.44861°N 26.27306°E
扎格列布利亞（烏克蘭語：Загребля），是烏克蘭西北部的村莊，隸屬里夫內州的里夫內區。該村面積1.8平方公里，海拔高度203米，2001年人口66，人口密度每平方公里36.7人。